# 아사나사마
아사나사마(阿史那思摩, ？ - 645년)은 동돌궐(東突厥)의 가한 중 한 명이며 당나라의 군인이었다. 힐리가한(頡利可汗, 일릭 카간)의 족인(族人)으로 돌육설(咄六設, 둘륙 샤드)의 아들이었다. 당나라부터 국성(国姓)인 이(李)씨를 하사받았으므로 이사마(李思摩)라고 부르기도 한다.

## 생애
수(隋) 개황(開皇) 19년(599년) 도람가한(都藍可汗, 투란 카간)과 달두가한(達頭可汗, 타르두쉬 카간)의 공격을 받아 계민가한(啓民可汗, 당시에는 돌리가한突利可汗)이 수로 도망쳐왔을 때 적북(磧北) 지역의 여러 부족들은 아사나사마를 받들어 가한(카간)으로 삼았다. 훗날 계민가한이 돌궐로 귀국하였을 때 아사나사마는 그에게 가한의 칭호를 돌려주었다고 한다. 현명하고 판단력이 뛰어났으며, 역대 시필가한(始畢可, 세비 카간)이나 처라가한(処羅可汗, 카라 카간)으로부터 총애를 받았다고 한다. 그러나 용모가 호인(胡人)과 닮아서 돌궐인인 아사나(阿史那) 종족이 아니라는 의심을 샀고 협필특근(夾畢特勒, 의쉬바라 테긴)이 되었으나 설(設, 샤드)가 되지는 못하였다.
중국에서 당 왕조가 수립된 초창기에 아사나사마는 몇 번이나 힐리가한의 명으로 당에 사자로 왔으며, 고조는 그의 성의에 기뻐하고 그를 화순군왕(和順郡王)에 봉하였다. 당 태종이 즉위하고 동돌궐 여러 부족들이 당과 내통해 힐리가한으로부터 이반하는 와중에 아사나사마만은 힐리가한 옆에 남았고 끝까지 당에 저항하였으며 630년 3월에 힐리가한이 당군에 잡혔을 때 그 역시 잡혔다. 아사나사마의 충의를 높이 산 당 태종은 639년 6월에 그를 우무후대장군(右武候大将軍) ・ 화주도독(化州都督)에 제수하고 힐리가한이 거느리던 옛 부락을 아사나사마에게 통치하게 해서 하남(河南)에 머무르게 하고 회화군왕(懐化郡王)에 봉하였다. 또한 아사나사마를 을미니숙후리필가한(乙弥泥孰俟利苾可汗)으로 삼고 이씨 성을 하사해 좌둔위장군(左屯衛将軍) 아사나충(阿史那忠)을 좌현왕(左賢王)、좌무위장군(左武衛将軍) 아사나니숙(阿史那泥孰)을 우현왕(右賢王)으로 삼아 함께 몽골 고원으로 돌려보냈다.
641년 아사나사마(이사마)는 10만 명이 넘는 백성과 강한 병사 4만 명, 말 9필을 거느리고 강을 건너서 옛 정양성(定襄城)에 자신의 아장(오르두)을 세웠다. 그는 그곳에서 당 태종의 성은을 길이 잊지 않으며 북쪽을 지키는 당 왕조의 수비견이 되겠다고 맹세하였다. 그러나 그로부터 3년 뒤인 644년 12월에 인심을 잃어 거느리고 있던 부락들이 이반해버렸다. 아사나사마(이사마)는 이를 수치스러워 하며 당 왕조에 입조해 숙위로써 머무르기를 바랬고, 우무위장군(右武衛将軍)이 되었다.
645년 아사나사마(이사마)는 전투 도중에 화살을 맞았다. 태종은 그를 병부상서(兵部尚書) ・ 하주도독(夏州都督)을 추증하고 소릉(昭陵)에 배장하였으며, 백도산(白道山)을 본떠 그의 봉분을 조성하고 화주에 그의 비석을 세웠다고 한다.